# جائزة الدولة البارزة في العلوم والتقانة
أعلى جائزة في العلوم والتكنولوجيا   ( Chinese ) المعروفة أيضًا باسم جائزة الدولة البارزة للعلوم والتكنولوجيا ، أو جائزة الدولة العليا للعلوم والتكنولوجيا ، أو جائزة نوبل الصينية 
تأتي الجائزة بقيمة وقدرها 8 ملايين يوان صيني (حوالي 1.16 مليون دولار أمريكي ) ، مع منح 10٪ منها كمكافأة للعالم والباقي لدعم أبحاث العلماء.
هي أعلى جائزة علمية يصدرها رئيس جمهورية الصين الشعبية للعلماء العاملين في الصين. الجائزة ، التي تُمنح سنويًا في يناير منذ عام 2000 ، هي إحدى جوائز الدولة الخمس للعلوم والتكنولوجيا التي أنشأها مجلس الدولة لجمهورية الصين الشعبية .

## الفائزون بالجائزة
2000
- يوان لونغ بينغ - زراعي
- وو ون جون - عالم رياضيات

2001
- وانغ شوان - عالم كمبيوتر
- هوانغ كون - فيزيائي

2002
- جين ييليان - عالم كمبيوتر [4]

2003
- ليو دونغ شنغ - جيولوجي
- وانغ يونغ تشى - عالم الفضاء

2004
لم تمنح
2005
- يي دوزينج - عالم الأرصاد الجوية
- وو مينجشاو - عالم جراحة الكبد والجراح

2006
- Li Zhensheng - عالم وراثة نبات

2007
- مين إنز - مهندس بتروكيماويات
- وو Zhengyi - عالم أحياء

2008
- وانغ Zhongcheng - طبيب أعصاب
- شو جوانجزيان - كيميائي

2009
- قو تشاوهاو - عالم رياضيات
- صن جيادونغ - مهندس ستلايت

2010
- شي تشانغشو - عالم مواد
- وانغ تشيني - عالم فيزيولوجيا مرضية

2011
- شيه جيالين - فيزيائي
- وو Liangyong - مهندس معماري

2012
- تشنغ زيمين - فيزيائي
- وانغ شياومو - مهندس رادار

2013
- تشانغ Cunhao - كيميائي فيزيائي
- تشنغ كايجيا - عالم فيزياء نووية

2014
- يو مين - فيزيائي نووي

2015
لم تمنح
2016
- تشاو تشونغ شيان - فيزيائي
- Tu Youyou - كيميائي صيدلاني

2017
- وانغ زيشان - متخصص المتفجرات [5]
- هوى يوندي - عالم الفيروسات

2018
- ليو يونغتان - خبير في تكنولوجيا الرادار ومعالجة الإشارات
- Qian Qihu - خبير هندسة الحماية العسكرية

2019
- هوانغ شوهوا - مهندس غواصة نووية [6]
- Zeng Qingcun - عالم الأرصاد الجوية

### 2020
- Gu Songfen - عالم الديناميكا الهوائية
- وانغ داتشونغ - مهندس مفاعل نووي